# Alberto Ponce
Alberto Ponce (eigentlich Alberto González Muñoz, * 13. März 1935 in Madrid; † 26. Juli 2019 in Paris) war ein spanischer Gitarrist, Gitarrenpädagoge und Hochschullehrer.

## Leben
Ponce wurde in Spanien geboren und erhielt, nachdem er mit seinen Eltern von Madrid nach Barcelona umgezogen war, ab etwa 1948 seine erste musikalische Ausbildung am Konservatorium in Barcelona. Anschließend suchte er mit seinem Vater um 1955 Emilio Pujol, einen Schüler Francisco Tárregas, auf, spielte ihm auf der Gitarre vor und wurde daraufhin zunächst am Konservatorium in Lissabon und dann an der Accademia Musicale Chigiana in Siena von ihm unterrichtet.
1961 wurde er als Professor für Gitarre an das Conservatoire de Paris und 1962 an die École Normale de Musique de Paris berufen, wo er bis zuletzt tätig war.
1962 gewann Ponce den Ersten Preis des Internationalen Gitarrenwettbewerbs des französischen Rundfunks.

## Bedeutung
Alberto Ponce hatte durch seine Lehrtätigkeit großen Einfluss auf die zeitgenössische Gitarristik und bildete zahlreiche international renommierte Gitarristen aus, darunter
- Jean-François Delcamp (* 1956), Professor am Conservatoire de Musique, de Danse et d’Art Dramatique de Brest métropole océane
- Roland Dyens (1955–2016), Professor am Conservatoire de Paris und einer der prägenden zeitgenössischen Gitarristen und Komponisten für Gitarre
- Luis Manuel Molina (* 1959), kubanischer Gitarrist und Komponist
- Kaori Muraji (* 1978), japanische Gitarristin mit zahlreichen Veröffentlichungen
- Luis Martin-Diego, Professor an der Staatlichen Hochschule für Musik, Trossingen

Ponce wurden von zeitgenössischen Komponisten Werke für Gitarre gewidmet, darunter von Antonio Ruiz-Pipó, Maurice Ohana und Roland Dyens. Ponce verkehrte mit Künstlern wie Alexandre Tansman  oder Robert Vidal.

## Diskographie
- L’Art de la Guitare, Vol. 1, Arion 1971
- Maurice Ohana: Si le jour Parait, mit dem Orquesta Filarmonica del Prado, Arion 1974